# 太田芳伸
太田 芳伸（おおた よしのぶ、1981年7月5日 - ）は、日本のお笑いタレント、喜劇俳優である。吉本新喜劇の座員。
兵庫県神戸市出身。吉本興業所属。血液型はO型。

## 人物・来歴
大阪経済大学経済学部経済学科卒。吉本総合芸能学院（NSC）23期生。同期に今別府直之、吉田裕、友近、西森洋一、ムーディ勝山、中川パラダイスなどがいる。
第1個目（2005）金の卵オーディションに合格し、吉本新喜劇に入団。
NGKでの新喜劇の出演では若手の一員でチョイ役が多いが、うめだ花月で不定期に行われる“金のひよこライブ”では小米良啓太、大島和久、南出一葉と共に「ラッキーパンチパーマ南」を結成。
吉田裕が入院した時に、乳首ドリルを代わりに行った。

## 持ちネタ
- 「お邪魔死にまぁーす！」（もしくは「失礼死にまぁーす！」）

あいさつネタ。入ってきて上のセリフを言った途端、突然後ろ向きに倒れて死んだふりをする。倒れている最中、とびっきりの笑顔などを披露した後、「生きてるよ〜！」と元気よく上半身を起こす。
子供への悪影響を指摘されテレビ収録では披露できなくなったことをネット配信時に自ら語っているが、テレビ収録以外の公演では時折披露している。
- 首跳ね起き

上のネタで上半身を起こした後、体勢を戻し首跳ね起きで起き上がろうとするが失敗して腰を痛める。
新喜劇内では強面の為か借金取りやヤクザ役などを務めることが殆どであり、同じ借金取り役でも吉田裕や松浦真也などと異なりいじられる事も少ない。

## 出演

### テレビドラマ
- マネーの天使〜あなたのお金、取り戻します!〜 第9話（2016年3月3日、読売テレビ） - 上野 役
- 飛んで埼玉～琵琶湖より愛を込めて～